# Rågetsböle
Rågetsböle är en by i Finströms kommun på Åland, ligger mellan innerskärgården och Finströms kyrka. 
- Totalareal: 7 km²
- Landareal: 4 km²
- Vattenarealen: 3 km²
- Högsta punkten: Storberget 65 m ö.h.
- Lägsta punkten: Rågetsbölefjärden 7 m djupt

## Historia

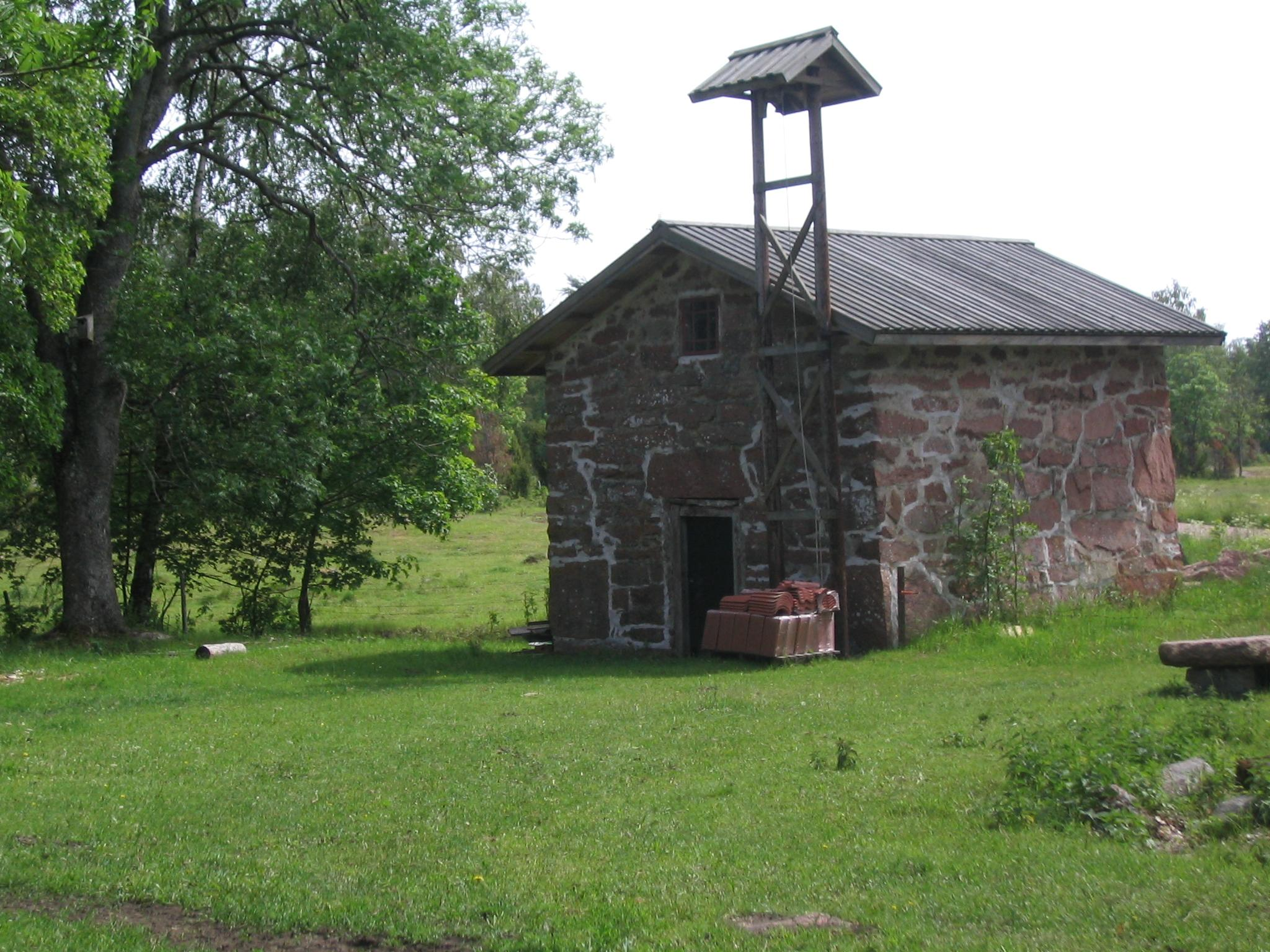
I magasin förvarade man diverse förråd. Vid skördetid ringde man i klockan när det var kaffedags.

I byn finns 36 vikingagravar som troligen härstammar från 800-talet. Ingen av dem är utgrävda. Tillsammans med flera upptäckter i kringliggande områden är man ganska säker på att vikingar huserade i den här byn. Det fanns antagligen långhus med halmtak, stampade jordgolv, eldstäder, lertassar, arabiska mynt, nitnaglar, isbroddar, fiskkrokar, nät, knappar, flöjter, kammar, kedjor, armband, pärlor i glas, karneol och brons. Gravhögarna ligger i ett synnerligen gravtätt område som sträcker sig från Grelsby kungsgård, förbi Finströms kyrka till Geta kommungräns. Det totala antalet gravar i detta område är 1088 st. Endast en bråkdel av dessa är utgrävda.
Storberget som till största del ligger inom Rågetsböles råar, var en aktiv plats under vikingatiden. Berget var länge en plats för vårdkasar, ett alarmsystem som användes flitigt. Det finns även flera teorier kring stenformationer. En formation bildar en rektangel vars sidor går i exakt nord-sydlig och väst-ostlig riktning. Omkretsen är över 1 km och rektangeln är därför svår att upptäcka. Den består av stora stenblock som är uppallade i hörnen. Alla väger över ett ton vardera. Det finns flera myter om bl.a. järnringen till porten för underjorden, om älvor och jungfruar samt kors inristade av döda människor.
Namnet Rågetsböle tillkom enligt ortnamnsforskningen under tidig medeltid, möjligtvis under 1100-talet. Betydelsen av efterleden –böle är däremot omstridd. Enligt en studie skulle det stå för en s.k. nybyggarplats, som uppstått i och med koloniseringen från Sverige. En annan studie hävdar att "böle" innebär en boplats eller ett hemman.
 Utöver dessa vetenskapliga studier finns en muntlig sägen. Enligt denna skulle en viss storherre i Strömsvik (intill kyrkan) under 1100-talet ha haft tre söner. Deras namn var Radgher(Råger), Markus och Otto. Dessa blev nybyggare och flyttade bort från storgården till platser belägna runt om. Platserna dit de flyttade fick namnen Radghersböle, Markusböle och Ottosböle. Med tiden har stavningen av namnen till viss del ändrats, för att idag skrivas Rågetsböle, Markusböle och Åttböle. Ett mysterium är däremot varför Rågetsböle uttalas "Röjsböle".
De första handlingarna om Rågetsböle är från 1376. Frälsemannen Olof i Åsgårda anklagades för biltågamol som rov, det vill säga plundring. För att rentvå sig har han kontakt med Peter Ålänning Finvidsson, rådman och bankir i Stockholm, som inför Bo Jonsson Grip skulle tala honom fri. Grip var drots och under denna tid även borgherre på Kastelholms slott, dessutom var han Sveriges då rikaste man, med kontakter till kung Albrekt av Mecklenburg.

För att tacka Peter Ålänning överlät Olof i Åsgård bl.a. sin mark i Rågetsböle. På grund av detta hamnade Rågetsböle under Bastö gård, som ägdes av Peter Ålänning och hans gemål Kristina Pedersdotter. Då de dog barnlösa 1404, skrevs deras över 400 gårdar till kyrkan. En stor del av förmögenheten gick till Vadstena kloster och Åbo domkyrka. Själva Bastö gård skrevs av kyrkan över till nya ägare, som ända till feodalsamhällets fall styrde även Rågetsböle. 

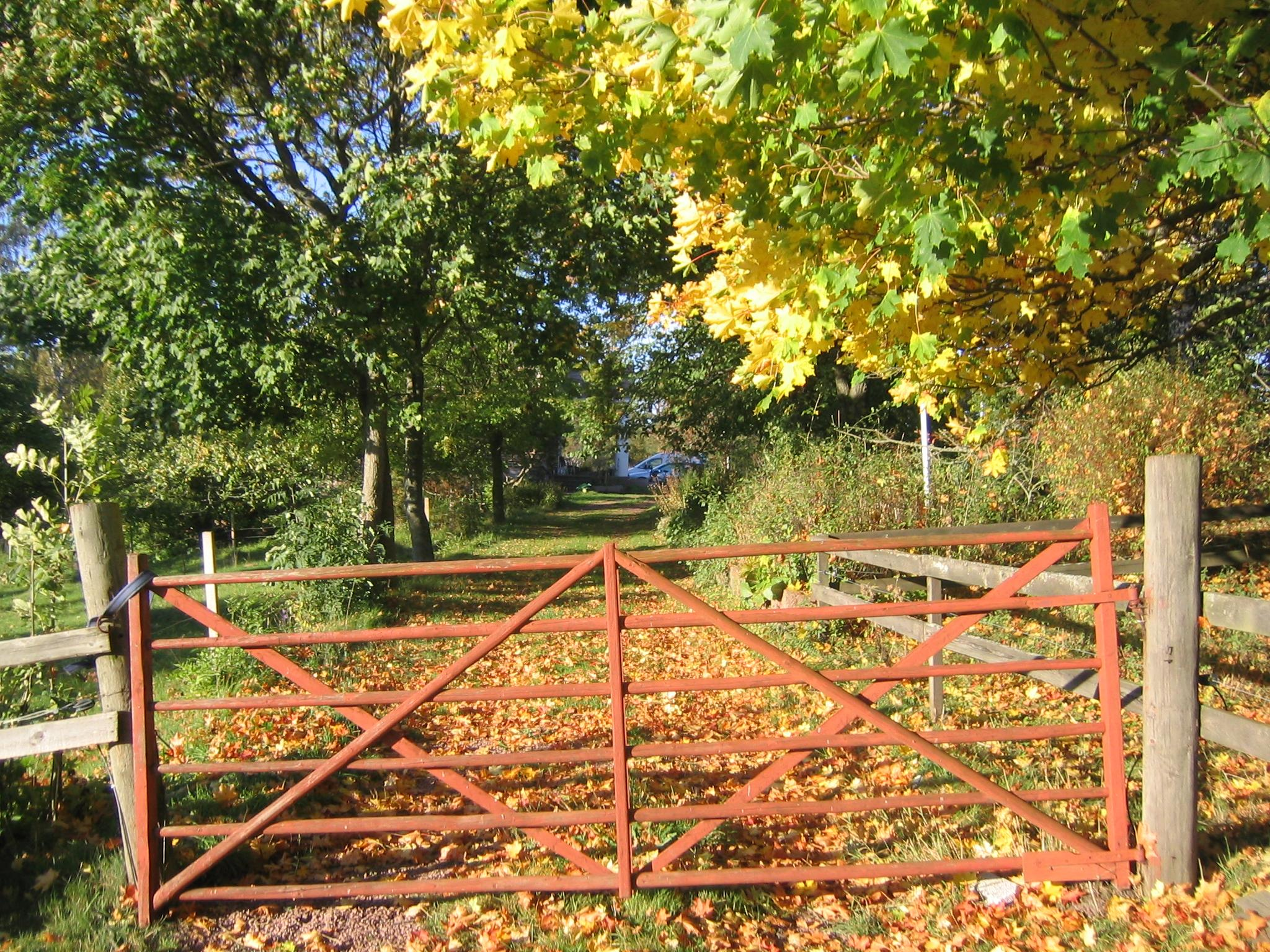
De gamla grindarna fyller fortfarande sin funktion, att hålla korna borta från gården.

 Angående bönder och markfördelning dyker nästa dokument upp först 1549. Jorden brukades då av tre bönder fördelat på gårdarna Nedergårds, Övergårds och Norrgårds. Dessa gårdar finns fortfarande kvar.

### 1900-tal
Fram till 1900-talets början ägdes Nedergårds fortfarande av samma släkt som på 1500-talet. Dåvarande ägaren direktör Arthur Lundberg var en spekulerande entreprenör. Han hade stora planer för sin mark. Stora skogspartier bröts upp och man anlade nya åkrar. Mitt bland alla åkrar planerade han bygga ut sin storgård med tillhörande alléer, gångar, tennisplan, simstrand, och gräsmattor. Huset ritades av den finske arkitekten Lars Sonck. Året därpå beställdes trädgårdsritningar. Gården bedrev jordbruk och pensionatsverksamhet. Tillsammans med kompanjonen och släktingen John Isaksson ägde han även krogarna på Societetshuset i Mariehamn och Teaterfoyen i Åbo.

Det nya huset i Rågetsböle färdigställdes, men innan trädgården hade byggts färdigt kom 1930-talets bankkris. Byggandet av deras stora gård blev för dyr och Lundberg tvingades i konkurs. Banken erbjöd senare gården åt kompanjonen John. Han fortsatte med Lundbergs pensionatsidé. Gästerna var ofta läkare och domare och det gick synnerligen kultiverat till. Utfärder i roddbåt eller kärra, besök i bygden, namnsdagskalas ute på gården och bärplockning var några saker man gjorde.

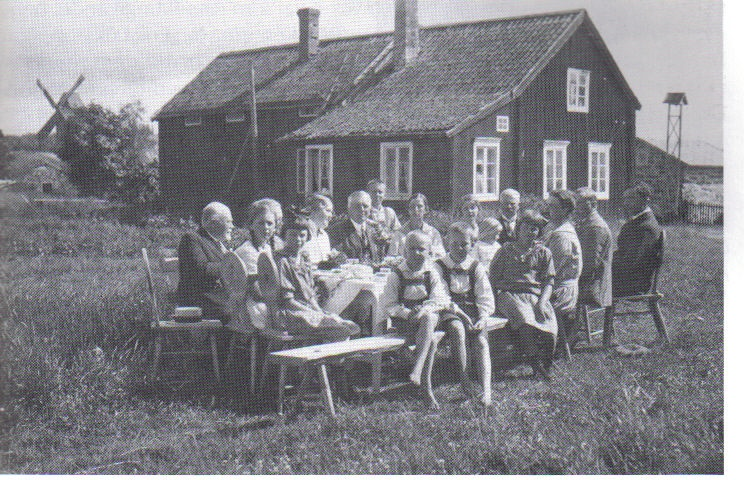
Gäster på pensionatet i Nedergårds.

 Man bar stärkkrage och panamahatt och för damernas del parasoll och vida stråhattar till långa fina klänningar. Att John i rakt nedstigande led var släkt med dem som ända sedan 1500-talet ägt gården var kanske en slump. Otroligt nog kunde alltså samma släkt bo kvar.
Vid bondeseglationen var byn också en ganska stor innehavare av båtar, många byggda på varven Skonholm, Kasvarp och Bölesund, alla i Finström. Några av båtarna var galeasarna Engelsman och Josefina, samt briggen Fursten. I byns sund finns också vraket Broder som är nersjunken i ävjan.
I början av 1900-talet fick byn som en av de första i kommunen tillgång till elektricitet, tack vare att den närliggande folkhögskolan i Strömsvik. Byn kom in i moderniteten genom sin räv- och grisfarm samt sin tvål- och tvättmedelsfabrik med varunamnet Colgona.

### Gården som borgen för Chips ABp
Efter John Isaksson tog sonen Arne Isaksson över gården. Som delaktig i Kommunfullmäktige och andra samhällsorgan, fick han många kontakter inom bl.a. näringslivet. På 1960-talet gick han tillsammans med Lasse Mattsson i borgen för det nystartade chips abp. Man trodde starkt på idén från USA. företaget blev snabbt en framgångssaga. märken som KiMs och OLW är alla ägda av Chips abp. 2005 såldes bolaget till norska koncernen Orkla.

### Hur det ser ut numera

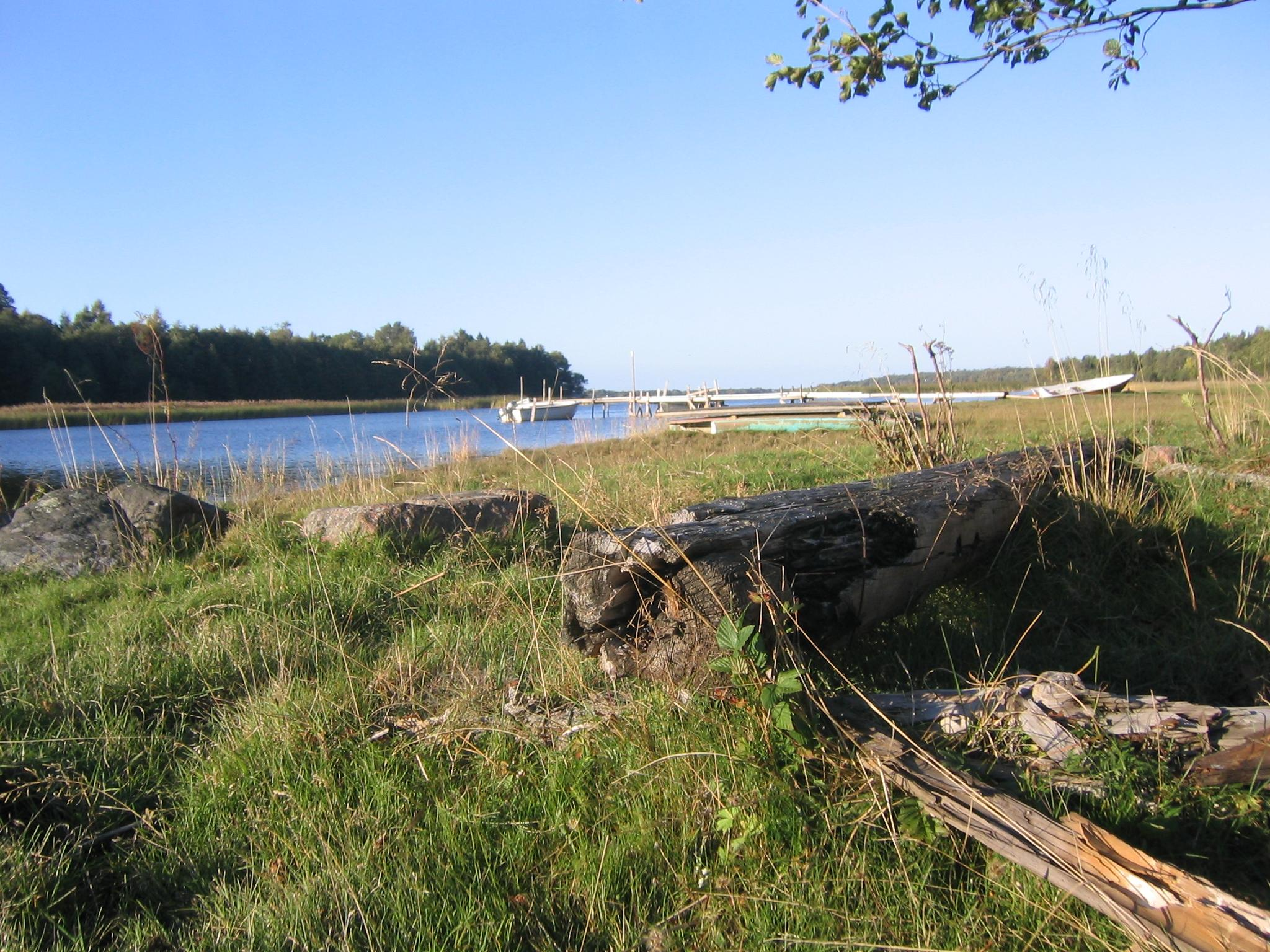
Nere vid viken har byborna sina båtar varifrån man kan komma ut i skärgården och på havet.

Nedergårds, f.d.Lundbergs, ägs fortfarande av släktingar till John och Xenia, men man har gått över till köttproduktion. Numera bor det ungefär 50 personer vintertid i byn. Till byn hör även öarna Tullaren och Gåsörn. Från sundet nere i byn kan man med båt åka ut på Rågetsbölefjärden, eller ut genom Bölesund till Geta skärgård och Norrhavet.
Landsprosten och författaren Valdemar Nyman berättar bl.a. om Rågetsböle i sin Finströms sockenkrönika "Från Tuna till Ljugarn". Följande berättelse är från denna bok s. 246.

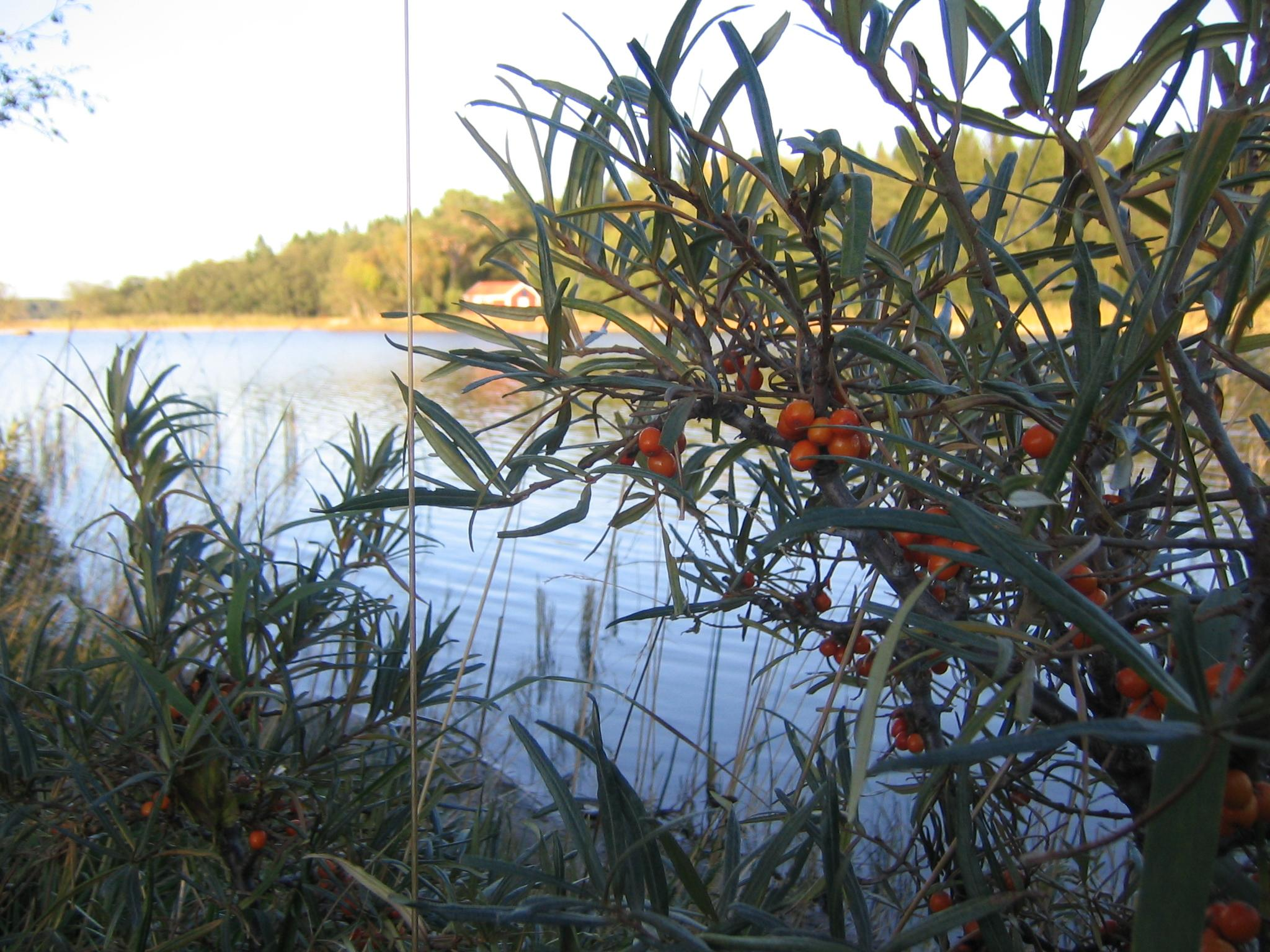
Havtorn växer vilt längs stränderna. Av bären kan man bl.a. göra saft.

"Sjöhaga Gustafsson var österbottning och trirolig. De är det ibland därifrån. Han retades allt vad han kunde med Höijers Viktors far om fiske. Båda låg de i jämt i ekan och hade ryssjor i vassen. Gustafsson sken som solen, men Höijers far klagade jämt att det var så dåligt fiske. I fjol var det inget alls. Men frågade man, när i år blev i fjol, hördes det; "Ja int var det i år som året före, då kom det slaget" Han kunde bara inte begripa sig på att Gustafsson fick så mycket fisk. Närhelst han såg honom på strandstigen bar han på en tung säck från sjöboden. Nötholmarn som också hörde om det och var ung då, beslöt att ta reda på. Han gömde sig och såg Gustafsson komma ned till stranden och bryta granris i all hast och stoppa en säck full som han gömde i buskarna. När Höijers far syntes på väg till sin eka, tog Gustafsson säcken på rygg och gick krokig och stapplande upp till stugan. Höijers fars hjärta sved, han måste bara fortsätta att klaga över dåligt fiske."
Gårdar som finns kvar idag är:
- Nedergårds. F.d Lundergs hus, idag bondgård.
- Övergårds. Var förut en del av John och Xenias mark, idag egen gård, men man har slutat med kreatur.Huset Nedergårds byggdes 1926. Stommen och fasaden är helt i tegel, vilket är mycket speciellt.

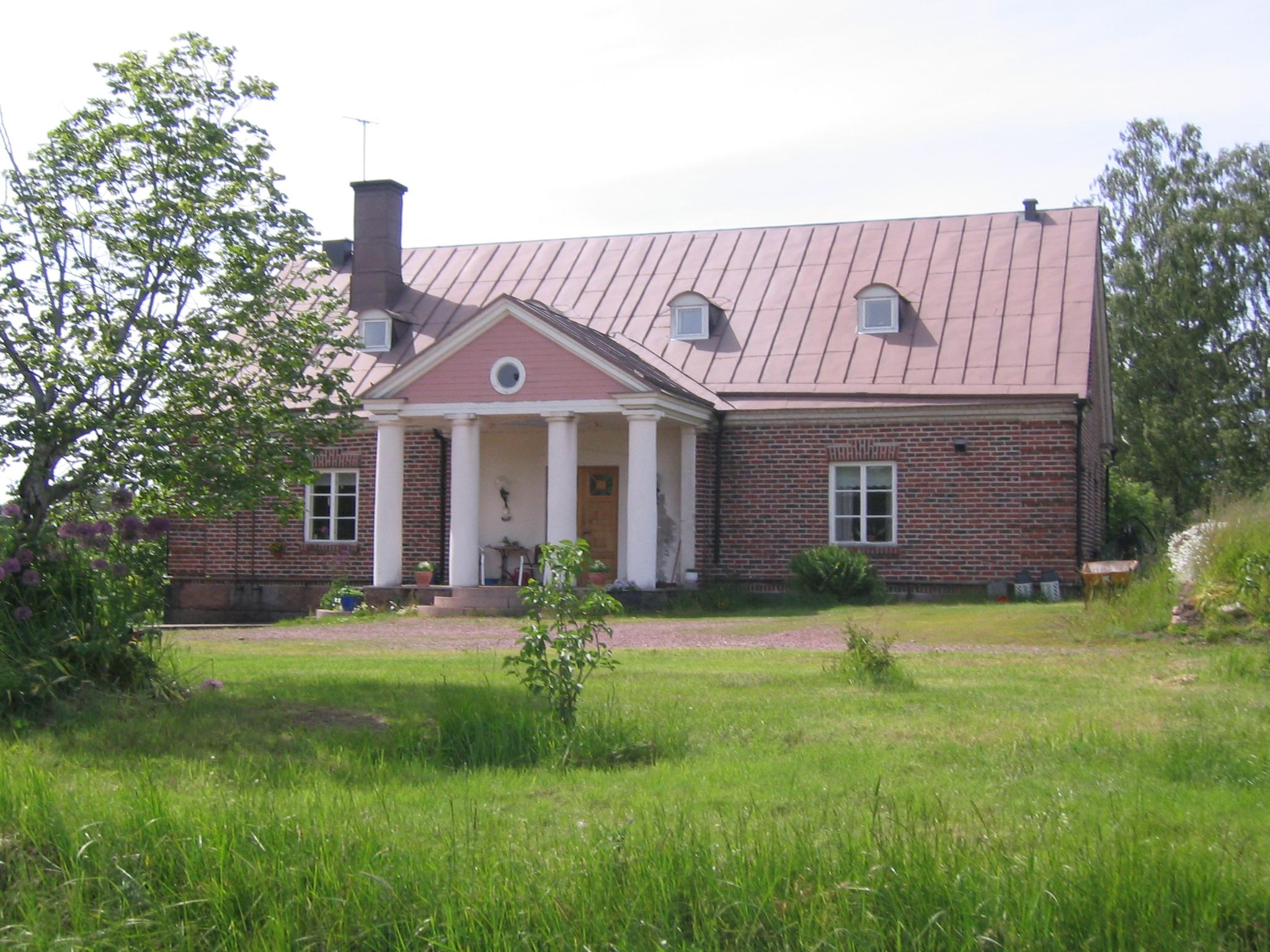
Huset Nedergårds byggdes 1926. Stommen och fasaden är helt i tegel, vilket är mycket speciellt.

- Norrgårds. Gård i norra Rågetsböle, nära Nedergårds.
- Hjortens. Ett gammalt torparhus, byggt 1845, som idag är tillbyggt, men fortfarande med den gamla fasaden mot vägen. Huset och gården ligger nära beläget bredvid forngravar från vikingatiden. Huset bebos av en biodlare och veterinär.
- Ålgars, bebos idag av en egenföretagare inom el- och installationsbranschen.
- Högbacka. Huset byggdes av Kalle "Farmarn", som flyttade hem från USA. Han började också med rävfarm. Kvar på platsen finns ett rött torn som till stor del fungerar som landmärke för byn.